# スカー (ディズニー)
- ライオン・キング > スカー (ディズニー)
- ライオン・キング2 シンバズ・プライド > スカー (ディズニー)
- ライオン・ガード > スカー (ディズニー)
- ディズニーヴィランズ > スカー (ディズニー)

スカー（Scar）は、ディズニーの『ライオン・キング』シリーズに登場する架空のキャラクターで、主要な悪役である。彼は脚本家のアイリーン・メッキ、ジョナサン・ロバーツ、リンダ・ウールヴァートンによって製作され、アンドレアス・デジャによってアニメーション化された。スカーは、最初の映画でプライド・ランドの支配者ムファサの冷酷で権力欲の強い弟として登場する。元々はムファサの王位の第一継承者だったが、突然ムファサの息子シンバにその地位を奪われたため、スカーはあまりの嫉妬のためムファサとシンバを殺し、王座を奪うためにハイエナの軍団を率いることを決意する。シンバは逃亡し、最終的にスカーは兄の死の責任を甥であるシンバに押し付ける。
スカーのキャラクターは、ウィリアム・シェイクスピアの『ハムレット』の主要な悪役であるクラウディウス王をゆるやかに基にしており、さらに独裁者アドルフ・ヒトラーや、ライオンが自然界で行うプライドの乗っ取りの行動からも影響を受けている。スカーのスーパーバイジング・アニメーターであるデジャは、外見を、オリジナル映画で声を担当したジェレミー・アイアンズの姿と、アイアンズが映画『運命の逆転』で演じたクラウス・フォン・ビューローのパフォーマンスを基にデザインした。2019年のリメイク版映画では、キウェテル・イジョフォーがリアルな映像で表現されたスカーの声を担当し、2024年公開予定の映画ではケルヴィン・ハリソン・Jrが声を担当した。
キャラクターとしてのスカーは、映画批評家から広く称賛を受けており、特にアイアンズの声の演技は大いに好評を博した。しかし、スカーの暴力性、暗い色彩、そしていわゆる女性的な仕草は、当初は軽い論争を引き起こした。それにもかかわらず、スカーは様々なメディア出版物によってディズニーの最も偉大な悪役の1人として称えられ続けており、『ハフィントン・ポスト』のリストでトップに立ち、『Yahoo! Movies』『オーランド・センティネル』『E!』『CNN』などが発表した類似のリストでもトップ10にランクインしている。また、『デジタル・スパイ』や『エンターテインメント・ウィークリー』によって映画史上最も偉大な悪役の1人としても評価されている。
体長おおよそ2メートル、体重198.5kg。四捨五入して199kg。シンバとムファサと比べれば、かなり痩せ型。他の雄のライオンと比べて見ても痩せ型で小型な体型をしている。

## 製作

### 構想と影響
『ライオン・キング』は1988年に初めて構想された。映画は最終的にディズニーの幹部に提案され、その中の1人が、作家トマス・M・ディッシュの原案とウィリアム・シェイクスピアの戯曲『ハムレット』との類似性に最初に気づいた。当初、これらの類似点は意図的ではなかったと述べられたが、監督のロブ・ミンコフは常に「映画を何か親しみやすいものに基づけることが重要」だと感じていた。監督として、ミンコフとロジャー・アレーズは「より自然な設定に基づいた動物映画」を作ることを目指し、この映画を「神話的な叙事詩というよりも、より実際の冒険物語」と表現した。
『ライオン・キング』は、シェイクスピアの作品にインスパイアされた最初のディズニー映画ではないが、スカーと『ハムレット』の間には密接な類似性があり、スタジオの最も著名な例として残っている。両作品とも、主人公が裏切り者の叔父と対峙し、父の死を復讐しなければならないという現実に直面するという点で共通している。スカーはクラウディウス王を基にしている。『スレート』誌によれば、クラウディウスは主に「二流の策略家で、不安と罪悪感に苛まれている」のに対し、スカーは非常に「自らの怪物性を楽しんでいる」とされ、両者とも嫉妬に動かされている。一方、『ザ・ウィーク』誌は、両者が最終的に死を迎えるものの、クラウディウスは主人公のハムレットによって殺され、スカーは「元のハイエナの手によって殺され、シンバ自身ではない」と指摘している。また、スカーはシェイクスピアの戯曲『オセロー』に登場するイアーゴーとも類似しており、両者ともに被害者の恐怖心を巧みに利用することで知られている。
『ライオン・キング』の当初のプロットは、ライオンとヒヒとの間の対立を中心に展開していた。スカーはヒヒたちのリーダーとして登場する予定だったが、このプロットが放棄された後、スカーはムファサやシンバと血縁関係のない無法者のライオンとして書き直された。しかし、最終的にスカーとムファサを兄弟にすることで、映画がより興味深いものになると考えられた。一時期、スカーにはペットのニシキヘビがサイドキックとして登場する予定だったが、これも放棄された。当初、映画はより大人向けに制作される予定で、スカーがシンバの幼馴染で最終的に恋人となるナラに夢中になり、若いライオンのメスを自分の王妃にしようとする設定があった。しかし、ナラがそれを拒絶したため、スカーは彼女を追放するというものだった。このコンセプトは、スカーの歌「準備をしておけ（Be Prepared）」の再演でさらに掘り下げられる予定だったが、最終的にこのアイデアと歌は「不気味すぎる」と判断され、映画から削除された。さらに、元々はスカーがシンバを倒し、プライドロックから投げ落とす場面もあったが、このエンディングも若い視聴者には暗すぎるとされ、カットされた。スカーの悪役性と専制をさらに強調するために、スカーはアドルフ・ヒトラーを緩く基にしていた。『エルサレム・ポスト』によれば、スカーの歌「準備をしておけ」には、「ニュルンベルク集会を彷彿とさせる編隊を組んだハイエナのグースステップ」が描かれている。このアイデアは、ストーリーアーティストのヨルゲン・クルビエンによって最初に提案された。
監督によれば、スカーの役割において「上から目線の態度」が不可欠だったとされている。ミンコフは『ロサンゼルス・タイムズ』に、「スカーがシンバに罪悪感を与えるシーンは非常に強烈で、他のディズニー映画の悪役が行うこととはおそらく異なる」と語っている。さらに、スカーは過去のディズニーヴィランズとは異なり、「彼らが陰険であると同時に道化者のように見える」ことが多かったのに対し、スカーはそれを超えた存在である。スカーが映画の主要な悪役であるため、監修アニメーターのアンドレアス・デジャは「悪役は微妙な方がうまく機能する」と考え、「彼らが考え、策略し、陰謀を巡らすのを見る方が、誰かを殴り倒す姿を見るよりもはるかに興味深い」と説明している。ムファサの死を無実のシンバのせいにすることで、スカーは「罪悪感、逃亡、否認、そして贖罪のサイクル」を引き起こし、主人公が自ら追放され、最終的に父の記憶と向き合い、邪悪な叔父に立ち向かい、成長していくことになる。スカーの『ライオン・キング』での最初のセリフは「この世は不公平なものだ。俺は一生、王になどなれぬ身の上。お前は二度と太陽を拝めぬ身の上。アデュー」となっており、映画全体を要約し、プロットの伏線を提供している。このセリフは、スカーが兄を殺す理由をさりげなく明かしている。（このセリフは2019年のリメイク版では少し変更され、「人生は不公平だ。そうだろう？小さな友よ。一部の者は生まれついての宴に参加し、他の者は闇の中で残飯を求めて生き続ける。私の見方では、君と私はまったく同じだ。私たちはどちらも逃げ道を探しているのだ」となっている）。

### 音声

#### 1994年版
ティム・カリー、マルコム・マクダウェル、アラン・リックマン、パトリック・スチュワート、イアン・マッケランが、スカー役の候補として最初に検討されていた。しかし、最終的にこの役を勝ち取ったのは、クラシックな演劇の訓練を受けていた俳優ジェレミー・アイアンズだった。監督たちは、スカーを「シェイクスピアのキャラクターのように見せたかった」ため、アイアンズを選んだのだ。アイアンズをこの映画に採用できたことは、当時のスタジオにとって前例のない成果とされた。というのも、アイアンズのような演技力を持つドラマ俳優が、アニメキャラクターの声を担当することは稀だったからである。特に、アカデミー賞を受賞した直後だったため、そのリスクを恐れて出演を断る可能性もあった。実際、オスカーを受賞したアイアンズは、成功したキャリアを危うくすることを恐れ、アニメ映画に出演することに「躊躇していた」と言われている。
『ライオン・キング』以前、アイアンズは大人向けの実写映画で数々の悪役や敵役を演じたことで有名だった。彼は以前にも子供向けの映画に出演していたが、その作品は『ライオン・キング』ほどの成功には至らなかった。この映画は、有名で受賞歴のあるハリウッド俳優たちが声を担当したことで評判を得ており、アニメーションの歴史家ジェリー・ベックは、彼の著書『The Animated Movie Guide』で、「アニメ映画に登場した最も印象的な俳優のリスト」としてこのキャストを評価している。
監督のミンコフとアレーズは、「俳優たちと非常に緊密に協力して彼らのパフォーマンスを作り上げた」と述べている。アレーズは、アイアンズを「紳士であり、素晴らしい俳優」と評し、彼が「素晴らしい解釈を追加で提案してくれた」と明かした。プロデューサーのドン・ハーンは、アイアンズが「言葉とテンポを本当に楽しんでいた」と振り返り、特にスカーがシンバを岩の上に誘い込み、そこにとどまって父親の到着を待つように騙すシーンを指して、「父と息子の話」と呼んだ。ハーンによれば、「アイアンズの抑揚にあるコメディは、スカーがあまりに軽蔑的に話すため、文を終える意欲をほとんど湧き起こせないところに由来している」だという。アイアンズの外見や仕草は、スカーの監修アニメーターであるアンドレアス・デジャのインスピレーションの源となり、特に彼が嫌悪感を示して手を振る仕草がそうである。批評家たちは、アイアンズとスカーの間に身体的な類似点があると指摘している。
アイアンズがアカデミー賞を受賞した役、『運命の逆転』でのクラウス・フォン・ビューローを参照して、脚本家たちはスカーに、ビューローの「君にはわからないだろう」というセリフを与え、アイアンズが同様のトーンでそれを発した。著者レイチェル・スタインは、『New Perspectives on Environmental Justice: Gender, Sexuality, and Activism』の中で、アイアンズがスカーの描写において「性的に倒錯し、社会的に危険な男性キャラクターを演じた過去」を利用していると述べている。一方で、アイアンズは『コネクト・サバンナ』に対して、スカーとビューローの声の類似性はほとんど意図的なものではないと明かし、「どんな声になるかは、最初のスケッチを見て、監督たちが何でも試させてくれた自由から生まれたものだった」と説明した。アイアンズは「たまにクラウスを思い出させるのは、彼らが同じ声帯を共有しているからだ」と結論づけている。
スカーの歌「準備をしておけ」の録音中、アイアンズは歌声に問題を抱えた。報告によれば、彼は「you won't get a sniff without me」というラインを歌い上げたときに声が出なくなり、ミュージカルナンバーを最後まで録音できなかった。その結果、ディズニーはアメリカの声優ジム・カミングスに頼み、アイアンズの代わりに歌の残りを録音させた。カミングスは『ハフィントン・ポスト』に対して、「スタントシンギング」は実際、彼が今でも定期的に行っていることで、ディズニーの『ポカホンタス』でポウハタン酋長の声を担当したアメリカの俳優ラッセル・ミーンズの代わりに同じことをしたと述べている。批評家たちは、アイアンズが「準備をしておけ」を「トークシンギングの伝統」に則って演じたと指摘し、アメリカの俳優ジェームズ・キャグニーやイギリスの俳優レックス・ハリソンとの類似点を引き出している。デジャは、録音セッション中にアイアンズのお腹が鳴っていたことを明かし、「その唸り声が録音に聞こえたため、その部分の台詞をすべて録り直さなければならなかった」と冗談を言った。アイアンズの強いイギリス訛りの結果、批評家たちは彼とスカーの両方を、ディズニーの以前の映画『ジャングル・ブック』の悪役シア・カーンと比較しており、シア・カーンはイギリスの俳優ジョージ・サンダースが声を担当していた。

#### 2019年版
キウェテル・イジョフォーは、2019年のCGIリメイク版でスカー役に選ばれ、2017年11月1日に正式に発表された。監督のジョン・ファヴローが、彼のスカー役に感銘を受けたのは、マーベル映画『ドクター・ストレンジ』（2016年）でのバロン・モルド役での悪役演技を見た後のことだった。イジョフォーは、「特にスカーに関しては、シーンの温度を瞬時に激変させるほどの暴力的な行為によって、すべてをひっくり返す力を持っているキャラクターを演じていることを常に意識しながら、一定の自信や攻撃性を感じさせる声の質が重要だ」と述べている。ファヴローは、イジョフォーのキャスティングについて「彼は素晴らしい俳優であり、ミッド・アトランティックな抑揚を少し取り入れた新しい解釈をキャラクターに与えてくれる。彼の俳優としての背景から、シェイクスピア的な悪役の感覚を見事に体現してくれる。経験豊富で熟練した俳優であるチュウェテルがこのキャラクターに息を吹き込んでくれるのは本当に素晴らしいことだ」と語っている。
2016年11月30日に放送された『ラリー・キング・ナウ』でジェレミー・アイアンズがインタビューを受けた際、彼は再びスカー役を演じることに興味があると表明した。
2021年8月、バリー・ジェンキンス監督による2024年公開予定のリメイク版の続編『ライオン・キング:ムファサ』で、ケルヴィン・ハリソン・Jrが若き日のスカーの声を担当することが発表された。

### 設計と特性評価
スタジオは当初、『ライオン・キング』をリスクと見なしていた。当時、最も偉大な映画には人間が主演すると考えられていたからである。映画の新規性に懸念を抱いたディズニーの会長ジェフリー・カッツェンバーグは、スタジオを2つの別々のアニメ映画、『ライオン・キング』と『ポカホンタス』に分けることを決定した。後者は「ホームラン」と称され、2つのプロジェクトの中でより成功が期待されていた。ディズニーの経験豊富なアニメーターたちは『ポカホンタス』に集まり、新しいアニメーターたちは『ライオン・キング』に配属され、自らを「Bチーム」と称した。しかし、アレーズはカッツェンバーグの決定を「新しいアニメーターがリーダーシップを発揮する機会」として受け止め、その中にはスカーの監修アニメーターとなったアンドレアス・デジャもいた。デジャはディズニーヴィランズを多数手がけたことで知られており、この経験を「ヒーローを描くよりも楽しい」と要約し、「プリンセスや王子を描く場合は、絵の技術に細心の注意を払わなければならないが、悪役には表情や演技、描写の面でずっと多くの要素があるからである」と述べている。
『ライオン・キング』に関わる前に、デジャはすでにディズニーヴィランズをアニメートすることで評判を得ていた。スカーをアニメートする前には、『美女と野獣』のガストンや『アラジン』のジャファーの監修アニメーターを務めていた。当初、デジャは気分を変えてヒーローをアニメートすることを考え、シンバを担当することを検討していた。しかし、スカーの声をジェレミー・アイアンズが担当することを知り、そんな名高い俳優が声を当てるキャラクターをアニメートするのは「楽しそうだ」と感じ、最終的にスカーのアニメーションを手がけることにした。一方、ミンコフとアレーズは、デジャが監督にアプローチする前から、スカーのアニメーションをデジャに任せることを考えていた。
『ライオン・キング』で用いられた擬人化のレベルは、それまでのディズニーのアニメ映画を超えるものだった。スカーは人間ではなく動物であるため、デジャとアニメーターたちはキャラクターに動きを付ける際に、特定の課題や制約に直面した。そのため、スカーの顔の表情を操作する実験が行われ、特に彼が軽蔑的に頭を傾ける仕草や、眉を上げたり、顎を持ち上げたりする様子が研究された。動物たちはそれぞれ、感情を伝え物語を展開させるために、人間のような特徴や特性を持たせて描かれた。スタジオはアニメーターたちが描画する際の参考にするため、実際のライオンを導入して観察させた。映画の悪役であるスカーは、唯一爪が描かれたライオンである。
『エンターテインメント・ウィークリー』のオーウェン・グレイバーマンは、スカーを「哀れみと邪悪、裏切りのコメディを併せ持つキャラクター」と表現し、アイアンズが「この狡猾な臆病者を優雅で機知に富んだ自己嫌悪で満たしている」と評した。デジャはアニメーターとして、「素晴らしい声があると、仕事の半分は終わったようなもの」と考えており、アイアンズが「言葉遣いや言い回しにこだわる」点を楽しみながら、スカーの外見の多くをアイアンズ自身に基づいて意図的にデザインした。特に口の形や顔の表情を参考にした。アイアンズは、自分のキャラクターに自分のたるんだ目元が反映されていることに気づいたと認めている。さらに、デジャはインスピレーションを得るために、アイアンズが出演した映画『運命の逆転』や『ダメージ』の演技を研究した。

### 音楽
スカーはムファサの死の計画を考え、ハイエナたちを引き連れる際に、作詞作曲をエルトン・ジョンとティム・ライスが手がけたミュージカルナンバー「準備をしておけ」を歌う。この曲は、映画の中で「最も暗い」曲であり、「尊大」で「ファシスト的な簒奪者への賛歌」と形容されている。このミュージカルシーンでは、スカーが「大きなネコ科のファシスト」として描かれている。ビジネスインサイダーによると、キャラクターをアドルフ・ヒトラーに緩く基づけたことに加え、スカーの専制をさらに強調するために、映画制作者たちは彼の歌「準備をしておけ」をナチズムを参照して直接基づけている。スカーのハイエナの軍隊がグースステップを踏み、彼が高い崖の上から彼らに向けて演説する場面は、ヒトラーがバルコニーから演説していた様子に似ており、ナチスのプロパガンダ映画『意志の勝利』（1935年）に由来している。この映画は、1934年のナチス・ドイツを記録したものである。
『エンターテインメント・ウィークリー』によれば、このコンセプトはストーリーアーティストのヨルゲン・クルビエンが描いたスケッチから生まれ、そのスケッチではスカーがヒトラーとして描かれていた。ディズニー・アニメーションの当時の責任者ジェフリー・カッツェンバーグが承認するかどうか疑問視されたものの、映画制作者たちはこのアイデアを進めることを決定し、このシーンを「『意志の勝利』スタイルの模擬ニュルンベルク集会」と表現した。『セントルイス・ポストディスパッチ』は「振り返ってみると、あのグースステップを踏むハイエナたちは少々やり過ぎのように感じる」とレビューし、『フィルムスクール・リジェクツ』はこれを「地獄の集会」と評した。

## 出演

### アニメ映画

#### ライオン・キング（1994年の映画）
スカーは『ライオン・キング』（1994年）で初登場した。スカーは、ムファサの弟であり、王位継承者の立場にあったが、ムファサの息子であるシンバが生まれたことでその地位を奪われ、王座を奪取するためにシンバとムファサを殺害する計画を立てる。スカーはシンバを広大な渓谷に閉じ込めた後、ハイエナの手下であるシェンジ、バンザイ、エドに合図を送り、ヌーのスタンピードを引き起こさせ、ムファサにシンバを救わせる。その後、体力を消耗したムファサの前に現れ、助けを求められると、彼の前足に爪を立て、崖から突き落として殺害する。このとき「王よ、永遠に幸あれ」と囁いている。
やがてスカーは駆けつけてきたシンバに、ムファサの死は自分のせいだと言い聞かせた上に「逃げろ、そして2度と戻ってくるな」と告げて追放し、ハイエナにシンバを追撃して殺すよう命じる。そして自身はプライド・ロックに戻り、プライド（群れ）にムファサとシンバは暴走で死んだと伝えて王に即位し、ハイエナたちをプライド・ランドに引き入れる。しかし、シンバはハイエナたちから逃げ延びていた。
数年が経ち、スカーは王国の資源を浪費し、ハイエナ軍にプライド・ランドを荒廃させ、土地は不毛の地となる。またスカーはムファサを思い出さないため、部下たちに「ムファサ」の名を口にすることを禁ずる。一方、友人のナラ、ティモン、プンバァの助けを借りて、成長したシンバがプライド・ロックに戻り、スカーと対決する。スカーはシンバに「ムファサを殺した」と認めるように言い放ち、さらにスカーはシンバをプライド・ロックから突き落としにかかる。ムファサの時同様、シンバを崖の縁に追い詰めると、「俺がムファサを殺した」と囁く。しかし、この言葉を聞いて激昂したシンバに飛びかかられ形勢逆転。そのまま大勢の前でムファサ殺しを自白するよう強要されたことにより王国支配の正当性を失い、プライドとスカーのハイエナ軍との戦いが始まる。スカーは逃げようとするが、プライド・ロックの頂上でシンバに追い詰められる。スカーは「ハイエナだ、あいつらが仕組んだんだ」と責任逃れをするが当然聞き逃れられず、「身内だろ。年老いた叔父を殺す気か?」と命乞いをする。しかしシンバからは、「逃げろ、スカー。そして2度と戻るな」と、国外追放を命じられる。スカーは一瞬従うふりをしてシンバに騙し討ちを仕掛け、再び取っ組み合いとなる。シンバを押し倒すが、揉み合いの末に蹴り飛ばされ、崖の縁からプライド・ロックの下へと転落する。死なずには済んだが、下にいたハイエナたちに追い詰められる。スカーはハイエナ達に助けを求めるが、ハイエナ達は前述のスカーの命乞いを全て聞いていたため、完全にスカーに失望していた。スカーは「そんなこと言った覚えはない!」「お前たちの勘違いだ」と言い訳するも虚しく、そのままハイエナ達に襲われ食い殺されるという、自業自得の最期を遂げる。

#### ライオン・キング2 シンバズ・プライド
『ライオン・キング』での死により、スカーの外見と存在感は、続編である『ライオン・キング2 シンバズ・プライド』（1998年）では限られたものとなっている。スカーの死にもかかわらず、アウトランダーとして知られるライオンの対立するプライド（群れ）は、スカーに忠誠を誓い続け、その最も献身的な支持者であるジラが彼らを率いている。ジラの息子コブは、スカーの後継者として選ばれる。シンバはアウトランダーたちをアウトランズに追放し、自分の娘キアラにそこへ行くことを禁じる。しかし、キアラはそれにもかかわらずアウトランズに行き、コブと出会い、彼と友達になる。一方、ジラはコブをシンバを殺すように訓練するが、コブが成長するにつれて、彼はキアラに対する感情を抱き始め、心変わりする。
スカーは、シンバの悪夢の中で短いカメオ出演を果たす。その悪夢では、シンバは暴走で父が亡くなった崖を駆け下り、彼を救おうとする。しかし、スカーが現れ、コブに変身してシンバを崖から突き落とす。スカーはまた、コブがプライドランドから追放された後、水たまりに映った反射として再び姿を見せる。

#### ライオン・キング3 ハクナ・マタタ
『ライオン・キング3 ハクナ・マタタ』（2004年）では、スカーは再び登場するが、セリフがない。しかし、物語の中で彼の役割は依然として重要である。映画では、シンバの王妃となったナラが、シンバがなぜ去ったのかをティモンとプンバァに説明する際に、スカーに言及する。
スカーは映画のクライマックスで3回カメオ出演する。最初のカメオ出演は、スカーがシンバを崖の縁に追い詰めた場面で、ちょうどそのとき、プライド・ロックの基部に雷が落ちる。2度目は、彼がムファサを殺したことを認め、シンバに押さえつけられる場面である。そして3度目は、シンバに敗北し、プライド・ロックの縁から蹴り落とされる場面である。スカーはこの落下から生き延びるが、彼が裏切ったハイエナたちに襲われて殺される。

### アニメシリーズ

#### ライオン・キングのティモンとプンバァ
オリジナル映画での死にもかかわらず、スカーはスピンオフテレビシリーズ『ライオン・キングのティモンとプンバァ』にいくつか登場する。しかし、彼の死のために、その登場は短いセリフなしのカメオ出演に限られている。シーズン2のエピソード「ひとつ足りない！（Zazu's Off-By-One-Day）」では、ザズーがジャングル検査官を探すためにゴミ箱を片付けている際にスカーが見られる。また、国際版ビデオ『ティモンとプンバァ／地球まるかじりの旅（Around the World with Timon & Pumbaa）』のアニメラップアラウンドセグメントでは、ティモンがプンバァの失った記憶を取り戻そうとしてスカーを引きずっていく場面がある。

#### ライオン・ガード
スカーは、テレビシリーズ『ライオン・ガード』のシーズン1を通じて、いくつかの絵画として描かれており、彼のバックストーリーが説明されている。スカーが若かった頃、現在の『ライオン・キング』の次男であるという伝統に従い、彼はプライドランドを守り、「生命の循環」をあらゆる敵から守るライオン・ガードを率いていた。後に彼の大甥であるカイオンがガードを率いる前のことである。カイオンと同様に、スカーもまた「長老たちの咆哮」という力を持っており、これはプライドランドの過去のライオンたちが共に咆哮するというものだった。しかし、この力によりスカーは、この力を使ってムファサではなく自分が王になるべきだと信じるようになる。しかし、他のライオン・ガードのメンバーがムファサを王位から追い落とす計画に協力することを拒否したため、スカーは怒りに任せて咆哮で彼らを殺してしまう。その結果、スカーはこの力を本来の目的に反して使用したため、永遠に咆哮の力を失った。
シーズン2では、スカーは火山の中で燃える霊として登場する（声はデヴィッド・オイェロウォが担当）。これは、エピソード「The Rise of Scar」で、カイオンがジャニャというハイエナに挑発され、怒りで咆哮を使った際に、スカーを無意識に召喚してしまったことによる。召喚された後、スカーはジャニャやアウトランズの他の動物たちと共謀し、プライドランドを支配し、新しいライオン・ガードとシンバを倒そうと企てる。シーズン後半で、ライオン・ガードは、シンバがサソリに刺されたのを治療するために必要な火山灰を取りにアウトランズに行った際、スカーが復活していることを知る。プライドランドに戻ったカイオンは、チームに対して困難な戦いが待っていることを認めつつも、スカーを倒すことができると確信を持っている。スカーの軍勢はプライドランド各地を襲撃し、混乱を引き起こすが、ライオン・ガードはプライドランドの住民たちを訓練し、アウトランダーたちに立ち向かうことができる民兵を組織する。
シーズン3の1時間スペシャル「Battle for the Pride Lands」では、スカーはライオン・ガードと戦い、プライド・ロックを焼き尽くそうとし、ジャスィリのクランに寝返ろうとしたジャニャとそのクランもろとも殺そうとする。エピソードの終わりで、カイオンは過去の偉大な王たちを召喚し、スカーの行為に対する罰を与えることでスカーを打ち負かす。その結果、スカーは蒸発し、プライドランドとアウトランズは彼の支配から永遠に解放される。同じエピソードの回想シーンでは、青年期のスカー（本名はアスカリ）が、ムファサを倒すのを助けると申し出た放浪ライオンと出会ったことが明らかにされる。しかし、その放浪ライオンのコブラの仲間がスカーの目を噛み、毒を注いだ（これがスカーに傷を負わせた）。この毒によってスカーの嫉妬心が徐々に増し、彼の暗い性質が顕在化した。スカーは咆哮を使ってその放浪ライオンとコブラを溶岩に落として殺し、ムファサから「スカー」とのあだ名を付けられた。ムファサはスカーの苦境に無関心だったとされている。スカーはそのあだ名を受け入れ、兄を個人的に殺す計画を立て始めた。この出来事が、スカーがカイオンに同じ運命を与えようとする動機となり、コブラのウシャリに同様の傷をカイオンにつけるよう指示した。シーズン3の多くは、この結果に焦点を当てている。

### ブロードウェイ・ミュージカル
『ライオン・キング』の成功により、映画を基にしたブロードウェイ・ミュージカルが生まれた。このミュージカルは、ジュリー・テイモアが監督し、『ライオン・キング』の共同監督ロジャー・アレーズと脚本家アイリーン・メッキが脚本を執筆した。アメリカの俳優ジョン・ヴィッカリーがスカー役のオリジナルキャストを務めた。ミュージカルのあるシーンでは、スカーが「スカー王の狂気」の曲の間に、成長したナラを誘惑し、彼女を自分の王妃、そして自分の子供たちの母親にしようとする。しかし、ナラはスカーの誘いを拒絶し、プライド・ロックを去る。

### ライオン・キング（2019年の映画）
実写リメイク版では、スカーは声優のキウェテル・イジョフォーによって、オリジナル映画よりも「心理的に取り憑かれ」そして「残酷になっている」と描写されている。イジョフォーはまた、「スカーとムファサの関係は、スカーの思考によって完全に破壊され、残酷なものになっている。彼は自分のエゴと欲望に取り憑かれた病に侵されている」と語っている。いくつかの変更点の中で、スカーは過去にムファサに挑戦して敗北し、その際に傷を負ったことが示唆されている。また、2人の兄弟は共にサラビに求愛したが、彼女はムファサを選んだことが明かされている。さらに、スカーは初めからハイエナと同盟を結んでいるわけではなく、彼らの信頼を得る必要があった。彼が王となった後、スカーはハイエナの群れと共に狩りに積極的に参加し、サラビを自分の配偶者および王妃にしようと強要する場面も描かれている。また、彼は亡くなった兄についての会話を禁止するのではなく、制限するようにする。スカーの傷はオリジナル映画のピンク色ではなく黒く描かれており、全体的な外見もインドライオンに似ており、たてがみが明らかに薄く、体つきも軽いものになっている。
クライマックスで、スカーがシンバをプライド・ロックから突き落とそうとする際、ムファサの最期の瞬間を覚えていると認めてしまうという失敗を犯す。これにより、ライオンの群れはスカーがこれまで、自分が峡谷で助けに行くのが遅れたと主張していた嘘に気づく。オリジナル映画と同様に、スカーはハイエナがライオンの群れと戦っている間に逃げようとするが、シンバに追われ、プライド・ロックの頂上近くの崖に追い詰められる。スカーは慈悲を乞い、罪をハイエナに擦り付けようとし、「嫌悪すべき腐肉食動物」と彼らを非難するが、ハイエナが近くで聞いていることに気づいていない。シンバはスカーの嘘を信じないが、彼の命を助け、プライド・ランドから永遠に去ることを条件にする。スカーはこれを拒否し、シンバに攻撃を仕掛けるが、短い戦いの末、シンバに崖から突き落とされる。スカーは落下から生き延びるが、すぐに復讐心に燃えるハイエナたちに囲まれ、襲撃される。オリジナルのエンディングとはわずかに異なり、スカーは最初ハイエナたちに抵抗するが、すぐに圧倒されて殺され、彼の恐怖政治は完全に終わる。

### その他

#### 書籍

##### A Tale of Two Brothers
スカーは、『ライオン・キング』の続編となる書籍シリーズ『Six New Adventures』にいくつか登場する。特に、『A Tale of Two Brothers』では、彼が主要な敵役として描かれている。この物語では、シンバが息子のコパとの約束を破り、ラフィキがそれを警告する。ラフィキは、スカーと彼の父アハディとの関係を例に挙げ、約束を破ることがなぜ悪いかを示す。ムファサが父に好まれていると感じたスカー（当時の名前はタカ）は、ムファサをバッファローのボマと対決させて愚かに見せようとする。しかし、その計画は失敗し、スカーは「恥の印」としてその名を得ることになる。

##### The Circle of Ter-Roar
スカーは、ディズニーの『Disney Chills』シリーズの第7巻である『The Circle of Ter-Roar』の主要な敵役として登場する。この本は、作家ジェニファー・ブロディが「ヴェラ・ストレンジ」という名義で執筆し、2023年8月1日に出版された。
12歳のシラスは臆病者で、突然のドアの閉まる音やクラスで誰かが咳をすることすら怖がる。そして、他の生徒たちはそれを容赦なく思い出させる。そんなシラスが、家族がアリゾナ州でサファリをテーマにしたサマーキャンプを相続することになり、恐怖と同時に、全米を横断する引っ越しの期待に胸を膨らませる。キャンプ・プライド・ロックのテーマは「ハクナ・マタタ」であり、それはシラスの叔母スカーレットの誇りと喜びだった。しかし、彼女が突然亡くなり、すべての所有権がシラスの父親に渡されたとき、彼らはキャンプが思っていたような状態ではないことを知る。そして、シラスのクローゼットの奥には古くて神秘的なトランクがあった。ようやくそのトランクを解錠すると、シラスはキャンプ・プライド・ロックの精神—「スカー」という名の古いライオンの毛皮—を見つける。トランクを解錠した後、シラスは荒れ果てたキャンプや家族にとって物事が好転していると思い始めるが、恐ろしい事故や一連の恐ろしい動物との遭遇によって、その考えはすぐに変わってしまう。この物語は、臆病、子供のネグレクト、ホームシック、嫉妬、兄弟間の対立、犠牲といったテーマを扱っている。

#### コンピュータゲーム
スカーは、1994年のコンピュータゲーム『ライオン・キング』に登場する。オールゲームによれば、スカーはゲームの終盤に登場し、シンバが最終的に「叔父スカーを倒し、スカーを止めて、正当に自分のものを取り戻さなければならない」とされている。また、スカーは2000年のコンピュータゲーム『The Lion King: Simba's Mighty Adventure』でも同様の役割を果たし、シンバとスカーのクライマックスの「戦いはゲームの最初の6レベルの最後を締めくくる」。IGNによると、このコンピュータゲームには映画のキャストの声が使用されており、スカー役のジェレミー・アイアンズも含まれている。
スカーは、ジェームズ・ホランが声を担当し、2003年のゲーム『ディズニー・エクストリーム・スケート・アドベンチャー』や『キングダム ハーツII』にも悪役として登場する。『キングダム ハーツII』では、スカーは最終的に自らの「憎しみと嫉妬」によってハートレスへと変身する。さらに、スカーは期間限定で『ディズニー マジックキングダムズ』でアンロック可能なプレイキャラクターとしても登場する。

#### カメオ出演
スカーは、ディズニーの後の映画『ヘラクレス』において、ヘラクレスが着ているしなびたライオンの毛皮のコートとして短いカメオ出演を果たす。このコートはネメアーの獅子をパロディ化しており、また、初作の中でザズーが「スカーは素敵な敷物になる」と言ったことへの言及でもある可能性がある。スカーの監修アニメーターであるアンドレアス・デジャは、『ヘラクレス』でも監修アニメーターを務めた。
『ライオン・キング』の他のキャラクターと同様に、スカーはテレビシリーズ『ハウス・オブ・マウス』に何度か登場し、タイトルのクラブのゲストの1人として描かれている。
『ザ・シンプソンズ』の短編「シンプソンズのプラス・アニバーサリー」では、スカーがモーの酒場でのパーティーに出席している1人として登場する。また、別の『ザ・シンプソンズ』の短編「リサ・シンプソンのクラブへようこそ」では、スカーが他のディズニーヴィランズと共に登場し、リサ・シンプソンに悪役になるのがどれほど楽しいかを説得しようとする。
スカーは短編映画『ワンス・アポン・ア・スタジオ -100年の思い出-』に登場する、ウォルト・ディズニー・アニメーション・スタジオのキャラクターの1人であり、再びジェレミー・アイアンズが声を担当している。

## キャスト

### 原語版声優
- ジェレミー・アイアンズ（1994年、2011年、2023年）：『ライオン・キング』台詞部分、『ワンス・アポン・ア・スタジオ -100年の思い出-』など[89]
- ジム・カミングス（1994年 - 2000年）：『ライオン・キング』歌唱部分、『ライオン・キング2 シンバズ・プライド』台詞部分、『The Lion King: Simba's Mighty Adventure（英語版）』[90]
- ジェームズ・アヴェリー（1994年）
- ジェームズ・ホラン（2006年、2022年）：『キングダム ハーツII』『ディズニー ドリームライトバレー（英語版）』『Sorcerers of the Magic Kingdom（英語版）』
- トム・ケイン（2012年）
- デヴィッド・オイェロウォ（2016年 - 2019年）：『ライオン・ガード』
- キウェテル・イジョフォー（2019年）：実写版『ライオン・キング』[91]
- ケルヴィン・ハリソン・Jr（2024年）：実写版『ライオン・キング:ムファサ』[92]

### 日本語吹替版声優

#### アニメ版
- 壤晴彦[93]

#### 実写版
- 江口洋介（2019年）：実写版『ライオン・キング』[94]
- 松田元太 (Travis Japan)（2024年）:超実写版映画『ライオン・キング：ムファサ』

## 評価

### 批判的な反応
スカーは映画批評家から広く称賛されており、中にはシンバよりも優れたキャラクターだと評価する声もある。著者ピーター・M・ニコルズは、自身の著書『New York Times Essential Library: Children's Movies: A Critic's Guide to the Best Films Available on Video and DVD』の中で、スカーを「映画で最も興味深いキャラクター」と評し、シンバとムファサを「比較すると退屈」と描写した。『ニューヨーク・タイムズ』のジャネット・マスリンは、スカーを「非常に悪辣な」悪役と呼んだ。マスリンはさらにアイアンズの声の演技を称賛し、彼が「物語を堂々としたハイスタイルで滑り抜け、緑の目の悪意が映画の主要な楽しみの1つとなっている」と書いている。『ピープル』誌のリア・ローゼンは、スカーを「アイアンズの特別な才能を完璧に具現化したもの」と評した。『シカゴ・トリビューン』のジーン・シスケルは、スカーを映画の「最高のキャラクター」と称賛し、冗談交じりに「アイアンズの毛皮を着たクラウス・フォン・ビューローだ」と述べた。同様に、ComingSoon.netのジョシュア・スターンズはスカーを「映画の最良の部分」と称えた。スカーとアイアンズの演技の両方を称賛しながら、スターンズは「彼はキャンプなスタイルから致命的なスタイルに非常に迅速かつ容易に切り替え、オーバーザトップな悪役を見事に演じる方法を示している」と続けた。ロジャー・イーバートは「ディズニーのアニメ映画では悪役が最も記憶に残るキャラクターであることが多い」と述べ、スカーを「偉大な悪役の1人」と表現した。ReelViewsのジェームズ・ベラーディネリは、「アースラ、ガストン、ジャファーという最近の3人組を特徴づけていた道化的な要素はなくなった」と評し、「スカーは辛辣な言葉と狡猾な悪意を持つ陰険な人物だ」と書いている。ベラーディネリは、「ムファサの死を引き起こす冷酷なやり方は、このライオンが軽んじてはならない存在であることを示している」と結論づけた。
「シンバはまた、彼の魅力的に邪悪な叔父スカー（ジェレミー・アイアンズ）の影響も受けている。スカーは、ムファサの衝撃的な死を画面上で演出し、シンバを荒野へ追いやるとともに、この映画が本当にG指定に値するのかどうか疑問を投げかける。大人向けには、ミスター・アイアンズがいて、彼はディズニーのグラフィックアーティストたちによって見事に捉えられています（スカーの監修アニメーター：アンドレアス・デジャ）。退屈で、邪悪で、そして王室のように皮肉なミスター・アイアンズのスカーは、物語を堂々としたハイスタイルで滑り抜け、緑の目の悪意が映画の主要な楽しみの1つとなっている。スカーはシンバに対し、『ああ、それと私たちの間の話だが、その小さな咆哮をもう少し練習した方がいいかもしれないな、うん？』とささやきながら、若い甥のメンターであるかのように振る舞う。スカーは、ミスター・アイアンズの『運命の逆転』での最も有名なセリフを再現する場面もある。父親のような存在ではないかもしれないが、確かに非常に楽しいキャラクターである」 ージャネット・マスリン、ニューヨーク・タイムズ

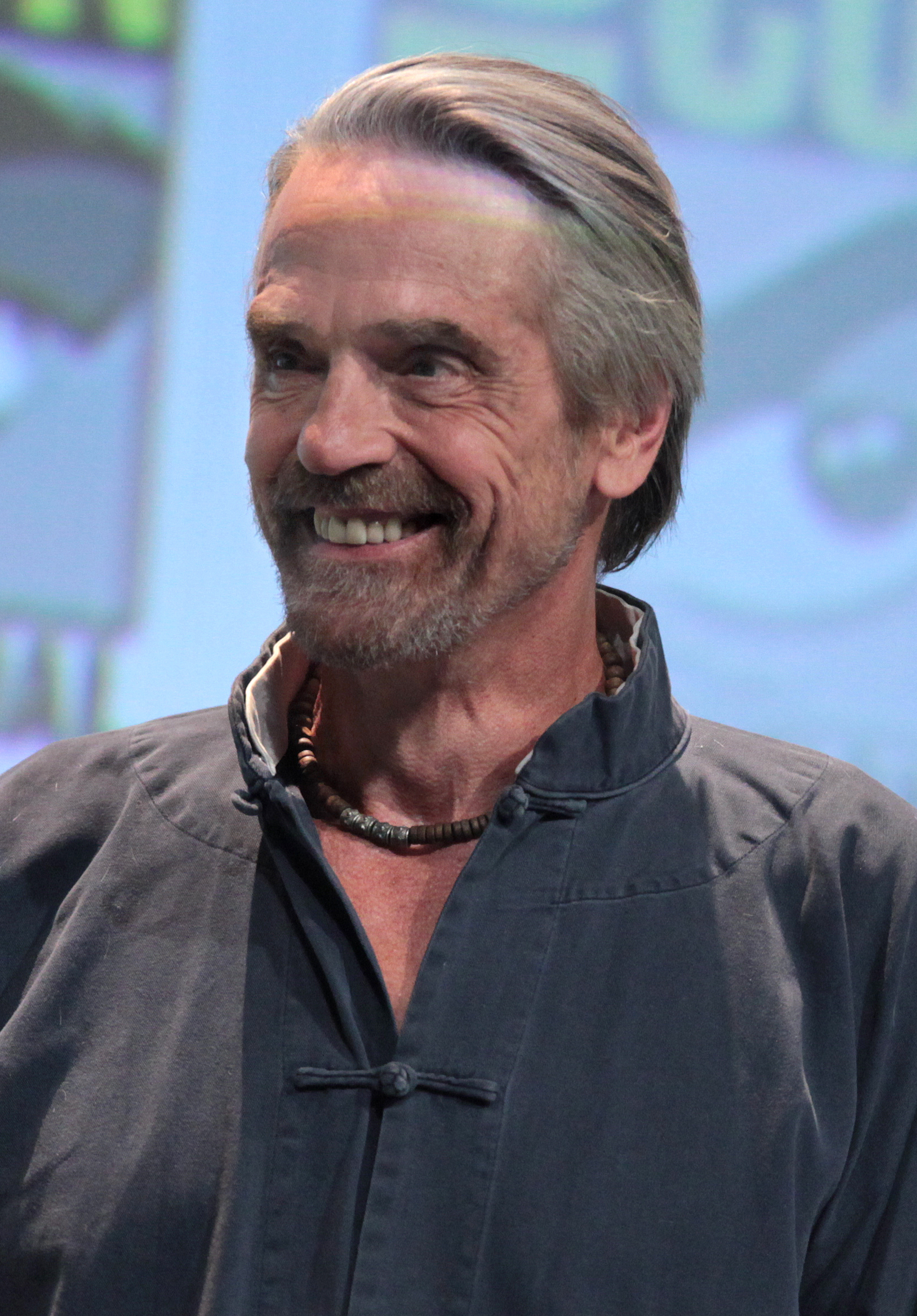
キャラクターを称賛するだけでなく、映画批評家たちはアイアンズの声の演技も熱狂的に歓迎した。特筆すべきは、アイアンズが映画の前例のないA級俳優のキャストの1人に過ぎなかったことである。

映画『ライオン・キング』には、多くの著名なA級俳優が声優として参加しており、ジェレミー・アイアンズがスカー、マシュー・ブロデリックがシンバ、ジェームズ・アール・ジョーンズがムファサ、ネイサン・レインがティモン、ウーピー・ゴールドバーグがシェンジを演じている。『ライオン・キング』は、その後「アニメ映画でこれまでに使用された最も印象的な声優陣の1つ」として高く評価されるようになった。批評家たちはアイアンズの演技を繰り返し称賛しており、IGNのシンディ・ホワイトはアイアンズの演技を「おいしそうに悪意がこもっている」と評価し、同じくIGNのアンディ・パトリツィオは、アイアンズがスカーを「完璧なシェイクスピア風の悪役モードで演じている」と書いている。『ローリング・ストーン』のピーター・トラヴァースは、アイアンズが「『アラジン』でのロビン・ウィリアムズに匹敵する、見事に機知に富んだ声の演技を披露している」と称賛した。『サンフランシスコ・クロニクル』のピーター・スタックは、特にアイアンズの声優としての才能を「見事に捉えている」とディズニーを称賛した。『フィラデルフィア・デイリー・ニュース』のビル・ウェドは、アイアンズの声を「絹のようだ」と評し、『バーミンガム・メール』のグラハム・ヤングは、俳優の演技を「素晴らしい」と賞賛した。『ラジオ・タイムズ』のトム・ハッチンソンは、「邪悪な叔父スカーとしてジェレミー・アイアンズは際立った声優だ」と書いた。『フィルムインク』のアネット・バジールもハッチンソンの意見に同調し、スカーは「傑出したジェレミー・アイアンズによって楽しそうに声を当てられている」と書いている。『ガーディアン』のフィリップ・フレンチは、「ジェレミー・アイアンズは、優雅に悪事を働くライオン、スカーとして素晴らしい」と評価した。『クリスチャン・サイエンス・モニター』のデヴィッド・ステリットは、アイアンズの演技を「明らかに見事だ」と称賛した。『ワシントン・ポスト』のデッソン・ハウは、映画のキャストを「信じられないほど素晴らしい」と評価し、アイアンズを「突出した存在」として強調した。『オーランド・センティネル』のジェイ・ボイヤーは、「グランド・オペラのメロドラマと低俗なコメディの技巧を成功裏に融合させている」と映画を称賛し、「それらがうまく融合している理由の1つは、ジェレミー・アイアンズがスカーとして披露する機知に富んだ声の演技が、真面目な場面にもユーモアの裏打ちを提供しているからだ」と結論づけた。『セントルイス・ポスト・ディスパッチ』のマシュー・デキンダーは、アイアンズが「ドラマティックな重責を見事に果たしている」と評価した。
映画をあまり好まなかった批評家たちでさえ、スカーのキャラクター描写とアイアンズの演技を楽しんでいた。『ザ・ニューヨーカー』のテレンス・ラファティは、「サウンドトラックに登場する有名人の声の中で、2つの演技が際立っている」と書き、その1つとして「悪役のライオン、スカーを演じるジェレミー・アイアンズ」を挙げ、「彼はエレガントで面白いジョージ・サンダースの模倣を見事にこなしている」と評価した（サンダース自身は、ディズニーの1967年のアニメ版『ジャングル・ブック』でシア・カーンの声を担当した）。『ボルチモア・サン』のスティーヴン・ハンターは、アイアンズの声を「腐敗したアイロニーに満ちた豊かな声」と表現した。『テレビ・ウィズアウト・ピティ』のイーサン・オルターは、スカーを「素晴らしい悪役であり、映画のキャラクターの中で最も完全に実現されたキャラクター」と称賛し、これは「ジェレミー・アイアンズの見事に邪悪な声の演技と、アニメーターたちが巧妙にキャラクターを仕上げたおかげだ」と認めた。『ニューヨーク・マガジン』のデヴィッド・デンビーは、映画を批判的に評価しているものの、「アイアンズはこれまでにないほど楽しんでいるようだ」と感じた。稀な中立的な評価として、『インデペンデント』のアンソニー・クインは、アイアンズの演技を「ジョージ・サンダースよりもリベラーチェに近い」として、やや過剰に感じたと述べた。
チュウェテル・イジョフォーのスカーの演技とキャラクター描写も、オリジナル版と常に比較されながらも、概ね高評価を受けた。CBR Exclusivesのレナルド・マタディーンは、リメイク版のスカーについて、単なる嫉妬ではなく、彼の行動にもっと多くの動機があり、ハイエナを率いる役割がより積極的であるため、オリジナル版よりも恐ろしいと称賛した。『バラエティ』のオーウェン・グレイバーマンは、イジョフォーの声の演技を称賛し、彼のスカーは映画のドラマチックな緊張感を高め、1994年版でジェレミー・アイアンズが果たした役割をさらに引き上げているとコメントした。『フォーブス』のスコット・メンデルソンは、ジェレミー・アイアンズのスカーを好むとしつつも、イジョフォーの演技を称賛し、スカーを優れたキャラクターとして細かく描写していると評価した。

### 功績と遺産
IGNによると、スカー、シンバ、ムファサは「映画の巨大な人気のおかげで家庭的な名前になった」と述べられているが、1994年当時、これらのキャラクターがディズニーの最も人気のある作品の一部となることを予測できなかった。スカーはディズニーの最も偉大な悪役の1人と見なされている。『フィラデルフィア・インクワイアラー』のデズモンド・ライアンは、スカーを「世代を超えてディズニー映画の中で最も鮮やかな悪役」と評した。さらに広い視野で見ると、スカーはしばしば「史上最も偉大なアニメ悪役の1人」として称賛されている。『エンターテインメント・ウィークリー』は「10のオーバーザトップなアニメ映画の悪役たち」という記事の中でスカーを取り上げ、「ジェレミー・アイアンズの魅惑的な声と組み合わせると、派手なキャラクターにしかならない」と説明している。同様に、『デジタル・スパイ』のアレックス・フレッチャーは「ディズニー史上最高の悪役は誰か？」という記事の中で、「ムファサをヌーの暴走に巻き込んで落とすシーンは、まるで一世代全体に感情的なトラウマを残した」と書いている。
スカーは、重厚さとカンペ感の微妙なバランスを保っており、そのほとんどの功績はジェレミー・アイアンズの見事な皮肉たっぷりの口調にある。彼の主な不満は単純に「人生は不公平だ」ということであり、ムファサの弟であるがゆえにプライド・ロックを支配する資格がないことにある。兄弟がいる人なら、王族であれそうでなかれ、ある程度は共感できるだろう。そして、スカーが『準備をしておけ』を演じる姿は、正直言って少し気まずい気もするが、彼は有能な演説者であることを証明しており、グースステップをするハイエナたちに、抑圧的なライオンたちの支配を打破させるよう鼓舞している。 ーTor.comのサラ・トルフが語るスカーの遺産
『ハフィントン・ポスト』は、スカーを「クラシックなディズニー悪役25選」のランキングで第1位に選んだ。同様に、バズフィードも「ディズニー悪役トップ20」のリストでスカーを第1位にランク付けし、著者のハビ・モレノは、スカーが「一世代全体の純真さを奪った」と非難している。スカーは、About.comの「ディズニー悪役トップ10」のカウントダウンでも首位を獲得し、著者のデヴィッド・ヌセアは「ディズニー作品の中で、スカーほど美味しく嫌悪すべき悪役はほとんどいない。ジェレミー・アイアンズの見事に傲慢な声によってさらに強調されている」と結論付けている。ヌセアはまた、アイアンズを「アニメ映画におけるトップ5のセレブリティ声優」の1人として挙げ、アイアンズが「これまでのキャリアで多くの悪役を演じてきたが、スカーほど長く影響を残した悪役はいない」と評価している。『オーランド・センティネル』は、スカーを「ディズニー史上6番目に偉大な悪役」と評価した。同様に、Babble.comもスカーを6位にランク付けした。Yahoo! Moviesは、ウェブサイトの「最悪から最高までの12の有名なディズニー悪役」というランキングでスカーを2位に、Moviefoneは6位にランク付けした。E!は、スカーを5位にランク付けし、著者のジョン・ブーンは、「ディズニー史上最も痛ましい死を計画したキャラクターであり、決して忘れられることはないだろう」と書いている。アニメーション・ワールド・ネットワークは、スカーを6番目に優れたアニメ悪役としてランク付けした。
CNNは、スカーを「ディズニーで最も恐ろしいキャラクターの1人」として挙げている。『スタンフォード・デイリー』は、スカーを5位にランク付けし、「獲物をサディスティックに弄ぶ習慣から、ハイエナの仲間を率いる様子、プライド・ロックを飢餓と悲しみの時代に導く方法に至るまで、彼は裏切り者の独裁者の叔父だ」と述べている。『都市日報』のリチャード・クラウスは、スカーの「王様万歳」というセリフを彼の「最も邪悪なセリフ」として挙げている。また、「準備をしておけ」はしばしば「ディズニーの悪役ソングの中でも最も偉大な曲の1つ」として称賛されている。公式ディズニーブログでは、この曲について「ハイエナのバックアップシンガーと、すべての悪役ソングの中で最高の骨を鳴らすパーカッションを伴い、スカーは悪役の計画を歌い上げる熟練者であることを証明している」と書かれている。ディズニーやアニメーションに限らず、スカーはしばしば「史上最も偉大な映画の悪役」の1人としても称賛されている。『デジタル・スパイ』は、スカーを「シンバの父を無慈悲に殺すことで、その心の真っ黒さを際立たせた」として、「映画史上最も偉大な25の悪役」の1つとして特集した。同様に、2012年には『エンターテインメント・ウィークリー』がスカーを「映画史上最も悪名高い悪役25人」の第25位に、2014年には『トータル・フィルム』が67位にランク付けした。
今日に至るまで、アンドレアス・デジャはディズニーの最も有名な悪役のいくつかをアニメートしたことで最もよく知られており、ヒーローよりも悪役をアニメートすることを好んでいると認めている。しかし、『ライオン・キング』の後、デジャは自己反復を避けるために、悪役のアニメートからしばらく離れることを決意し、『ノートルダムの鐘』（1996年）の悪役クロード・フロローのアニメートを拒否し、『ヘラクレス』（1997年）のヘラクレスや、短編アニメ『ミッキーのアルバイトは危機一髪』（1995年）のミッキーマウスの作業に取り組むことを選んだ。スカーを他の悪役と比較して、ジェレミー・アイアンズは「スカーは非常に高く評価されている」と述べ、「魅力」「マキャヴェリ的な性質」を持ち、「彼のセリフのいくつかは象徴的だ」と評価している。

### 批判と論争
スカーは、ディズニーヴィランズとして初めて明確に誰かを殺害したキャラクターとなった。『ライオン・キング』は、その公開時にスタジオの「最も暗い」映画と称され、特に映画のヒーローの1人が画面上で暗殺されるという点で、罪悪感、殺人、裏切り、復讐、死といった深刻なテーマにおいて前例のない作品だった。IGNによると、「この映画の道徳性と死をテーマにしたストーリーコンセプトはディズニーにとって新しいものでした」とし、『ワシントン・ポスト』は、「ヒーローであるムファサの死が『ライオン・キング』において最も広く議論される要素となり、人々は子供にとってそれが良いことなのか悪いことなのかを巡って意見を交わすだろう。これは、かつて『バンビ』の母親の死を巡って議論が巻き起こったのと同様だ」と予測した。同様に、『バラエティ』誌も「『バンビ』の母親の死をトラウマとして覚えている世代は、『ライオン・キング』を誰に見せるべきかを決める際、その経験を考慮に入れるべきだ」と述べている。映画批評家や親たちは、スカーの暴力的な行為が若い視聴者を怖がらせたり、不安にさせたりすることに懸念を示した。『ニューヨーク・タイムズ』は、スカーがムファサを殺害する場面に触れ、「この映画が本当にG指定に値するのかどうか疑問がある」と述べている。批評家たちはまた、スカーの死についても警告している。『ムービーライン』は、観客に対し、「スカーがハイエナの味方を裏切った後、ハイエナに食べられる」という場面を挙げて、映画が「おとぎ話の暗い正義感を示している」と注意を促した。
「死というテーマは、最近のディズニーの3つのアニメ作品ではあまり触れられていなかったが、『ライオン・キング』では非常に前面に出されている。幼い視聴者を動揺させるかもしれないシーンで、ムファサの死が描かれている。この場面は、『バンビ』のある出来事を思い起こさせる冷ややかな瞬間である。映画には、2頭のライオンの間でかなりグラフィックな戦いを含む、相当な暴力描写も含まれている。例えば7歳未満の子供をこの映画に連れて行く前に、親は慎重に検討すべきだ」 ジェームズ・ベラーディネリ、ReelViews
『ロサンゼルス・タイムズ』は、「ムファサの死とクライマックスの暴力的な戦いが幼い子供たちを不安にさせる可能性がある」と警告し、『フィラデルフィア・インクワイアラー』もそれに同調した。しかし、映画批評家たちは、ディズニーのスカーの扱いが時折、軽すぎる、またはコメディタッチであると感じ、デザート・ニュースは「シンバと邪悪な叔父スカーのクライマックスの戦いは、スローモーションで描かれるが、深刻な瞬間でありながら、意図せずにコミカルに見えてしまう」と不満を述べた。『シアトル・タイムズ』は、「一部の批評家は、映画が物語の暗い部分に対して面白すぎて気楽すぎると批判している」と述べている。「命を懸けた戦いとスラップスティックなユーモアが奇妙に混ざり合っている」とし、「シンバとスカーが死闘を繰り広げる一方で、プンバァがトラヴィス・ビックルのパロディを演じている」と指摘した。
スカーは普遍的に称賛される一方で、その外見や性格、特に暗い色の毛皮や性的な描写に関しても、かなりの論争を引き起こした。しかし、『The Rough Guide to Film Musicals』の著者デイヴィッド・パーキンソンによれば、一般の観客はこうした懸念にほとんど気づいていない。『ワシントン・ポスト』によると、デトロイト・フリープレスのコラムニストは「スカーは明らかに悪いアフリカ系アメリカ人を表現している。シンバのたてがみは見事な赤色だが、スカーのたてがみはもちろん黒だ」と感じていると述べている。一方で、『Nightmare on Main Street: Angels, Sadomasochism, and the Culture of Gothic』の著者マーク・エドムンドソンによると、スカーの仕草や声は「洗練された、世に疲れたゲイの男性」に似ているとされ、『インデペンデント』紙によれば、このキャラクターは同性愛嫌悪的だと一部の評論家に指摘されている。スカーの仕草は女性的だとされ、映画全体がステレオタイプに満ちていると批判されている。さらに、スカーのキャラクターは「いわゆるゲイのクリシェで話す」とも述べられています。『The Hero and the Perennial Journey Home in American Film』の著者スーザン・マッキー＝カリスは、スカーは「ムファサやシンバに比べて、より女性的で、筋肉質ではない」と観察している。また、スカーは「雌ライオンと交尾することが期待されるにもかかわらず、そのような描写は一切見られない」とも指摘されている。これらの主張は実際のライオンに関する事実とは一致していない。暗いたてがみはテストステロン値が高いことを示しており、実験によれば、オスライオンは暗いたてがみのモデルをより威圧的だと感じ、雌ライオンはそれをより魅力的に感じることが示されている。『スラント・マガジン』は、スカーの黒いたてがみは「アニメーターがターゲット層に悪を色分けして示そうとした初歩的な試みの一例」に過ぎないとスタジオを擁護している。同様に、著者エドワード・シアッパは著書『Beyond Representational Correctness: Rethinking Criticism of Popular Media』の中で、スカーの声は「『ジャングル・ブック』でジョージ・サンダースが演じたシア・カーンのパフォーマンスによって示された、上流階級のスノッブさを伝えることが意図されていたに過ぎない」と書いている。